# Vinding Sportsforening
Vinding Sportsforening bedre kendt som VSF er en dansk sportsforening i Vinding, der ligger i den sydlige del af Vejle. Klubbens førstehold i fodbold optræder til dagligt i Serie 2
Klubbens nuværende navn Vinding SF blev til i 1954, da de to klubber Vinding Boldklub og Vinding Gymnastikforening gik sammen om dannelsen af Vinding SF.
Klubben har ud over fodboldafdelingen også en håndbold-, tennis-, badminton-, motions-, ældre idræts,- og gymnastikafdeling. På tværs af de syv afdelinger huser Vinding SF 2508 medlemmer anno 2014 
Vinding SF blev ved TV 2s fodboldgalla 17. november 2008 kåret til årets breddeklub.
Klubben har to æresmedlemmer: Mads "Turbo" Pilhom og Harry Pedersen 
VSFs seniorafdeling booster 2 seniorhold. Førsteholdet der til dagligt slår sine folder i Serie 3, tillige med klubbens andethold som nyder tilværelsen i Serie 5. 
Anlægget Vinding Stadion består af: 
- 3 tennisbaner (grus).
- Nymalet hal med dertilhørende cafeteria (Cafe VIC) og omklædning. Fra tid til anden lægger halen rammer til Sjov Lørdag.
- motionsrum / Indoor Cycling.
- 6 boldbaner heraf 1 kunststofbane (efterår 2016), samt Mamba Park: VSFs opvisningsbane og indiskutabelt trekantsområdets skarpeste græstæppe.

## Forhenværende Vinding SF medlemmer
- Oliver Thychosen - Fodbold: Viborg FF
- Mads Døhr Thychosen - Fodbold: FC Midtjylland
- Ole Bisp Rasmussen - Fodbold: Vejle Boldklub
- Niels Bisp Rasmussen - Fodbold: Silkeborg IF
- Kasper Junker - Fodbold: Randers FC og Bodø, Norge
- Louise Burgaard - Håndbold: FCM Håndbold
- Nicolai Reedtz - CS:GO: Astralis